# Menstruacja

Wahania poziomów hormonów i temperatury ciała podczas cyklu menstruacyjnego

1 – Menstruacja (miesiączka)
2 – Rosnące pęcherzyki
3 – Dojrzały pęcherzyk z komórką jajową
4 – Owulacja (jajeczkowanie)
5 – Ciałko żółte
6 – Zanik ciałka żółtego

Menstruacja, miesiączka, krwawienie miesięczne (łac. menses) – fizjologiczne zjawisko polegające na cyklicznym złuszczaniu się nabłonka macicy (endometrium) pod wpływem charakterystycznych zmian stężenia hormonów płciowych (estrogenów i progesteronu), wynikających z układów wzajemnych sprzężeń zwrotnych między gonadami, przednim płatem przysadki mózgowej i podwzgórzem.
Pełny przebieg zmian hormonalnych, wraz z wynikającą z tego przebudową endometrium, przeobrażeniami środowiska pochwy, zmianą stanu gruczołów piersiowych, temperatury ciała, wpływu wegetatywnego układu nerwowego, układu krążenia, nastroju psychicznego i innych funkcji organizmu nazywamy cyklem miesięcznym.

## Cykl miesięczny
Poza okresami ciąży, karmienia piersią i zażywania hormonalnych środków antykoncepcyjnych u zdrowej kobiety w wieku rozrodczym fizjologicznie menstruacja powtarza się regularnie co ok. 28 dni (u różnych kobiet różnie długo dojrzewa pęcherzyk jajnikowy) i trwa ok. 4 dni (notowane są również menstruacje 3-dniowe, aż do 8-dniowych). Pierwsza miesiączka (menarche) wyznacza początek okresu dojrzałości (występuje ok. 12–13 roku życia), a ostatnia wyznacza menopauzę, która stanowi linię graniczną między dojrzałością płciową a starością kobiety. Menopauza następuje najczęściej między 45. a 55. rokiem życia, z reguły w wieku 51 lat.
Mianem eumenorrhoea określa się fizjologiczne krwawienie, którego objętość zawiera się w granicach 10-80 ml. Prawidłowo krew menstruacyjna nie krzepnie, ze względu na lokalny wzrost aktywności plazminy, która działa fibrynolitycznie.
W drugiej fazie cyklu miesięcznego, pod wpływem działania progesteronu, w głąb endometrium wrastają tzw. tętnice spiralne. W momencie zaprzestania wytwarzania progesteronu przez ciałko żółte dochodzi do ich skurczu, co powoduje niedokrwienie i złuszczenie się nabłonka. Spadek stężenia progesteronu jest sygnałem oznaczającym brak zagnieżdżenia się zarodka w jamie macicy. W ciąży, pod wpływem gonadotropiny kosmówkowej, dochodzi do przekształcenia się ciałka żółtego w ciałko żółte ciążowe, które jest warunkiem utrzymania i rozwoju płodu w pierwszych 4 miesiącach.
Stosownie do jednej z hipotez menstruacja mogła być powodem, dla którego człowiek wynalazł ubranie. Przodkowie ludzi zamieszkiwali w Afryce, toteż ubiór nie był im potrzebny dla ochrony przed zimnem. Dopóki wszyscy chodzili nago, nie mogli też znać wstydu związanego z nagością. Menstruacja mogła być powodem, dla którego kobiety jako pierwsze zapragnęły zasłaniać swoją okolicę intymną. Pośrednio potwierdza tę hipotezę istniejące odwieczne tabu związane z menstruacją u wszystkich plemion tradycyjnych oraz fakt, że w gorącym klimacie to przede wszystkim kobiety korzystają u tych plemion z ubioru (spódniczki).

## Zaburzenia miesiączkowania
W klasyfikacji zaburzeń miesiączkowania wyróżniono:
- amenorrhoea – brak miesiączki przez minimum 6 miesięcy
  - pierwotny
  - wtórny
- oligomenorrhoea – rzadko występujące krwawienia miesięczne – co 6-12 tygodni
- polymenorrhoea – krwawienia miesięczne występujące częściej niż fizjologicznie
- hypomenorrhoea – skąpe krwawienia miesięczne
- hypermenorrhoea – obfite krwawienia miesięczne, odchodzenie skrzepów krwi
- dysmenorrhoea – krwawienia miesięczne z towarzyszącymi silnymi bólami kolkowymi
- menorrhagia – krwawienia miesięczne bardzo obfite i trwające zbyt długo
- metrorrhagia – nieznaczna utrata krwi pomiędzy normalnymi krwawieniami menstruacyjnymi.